# قلعه اوکسو

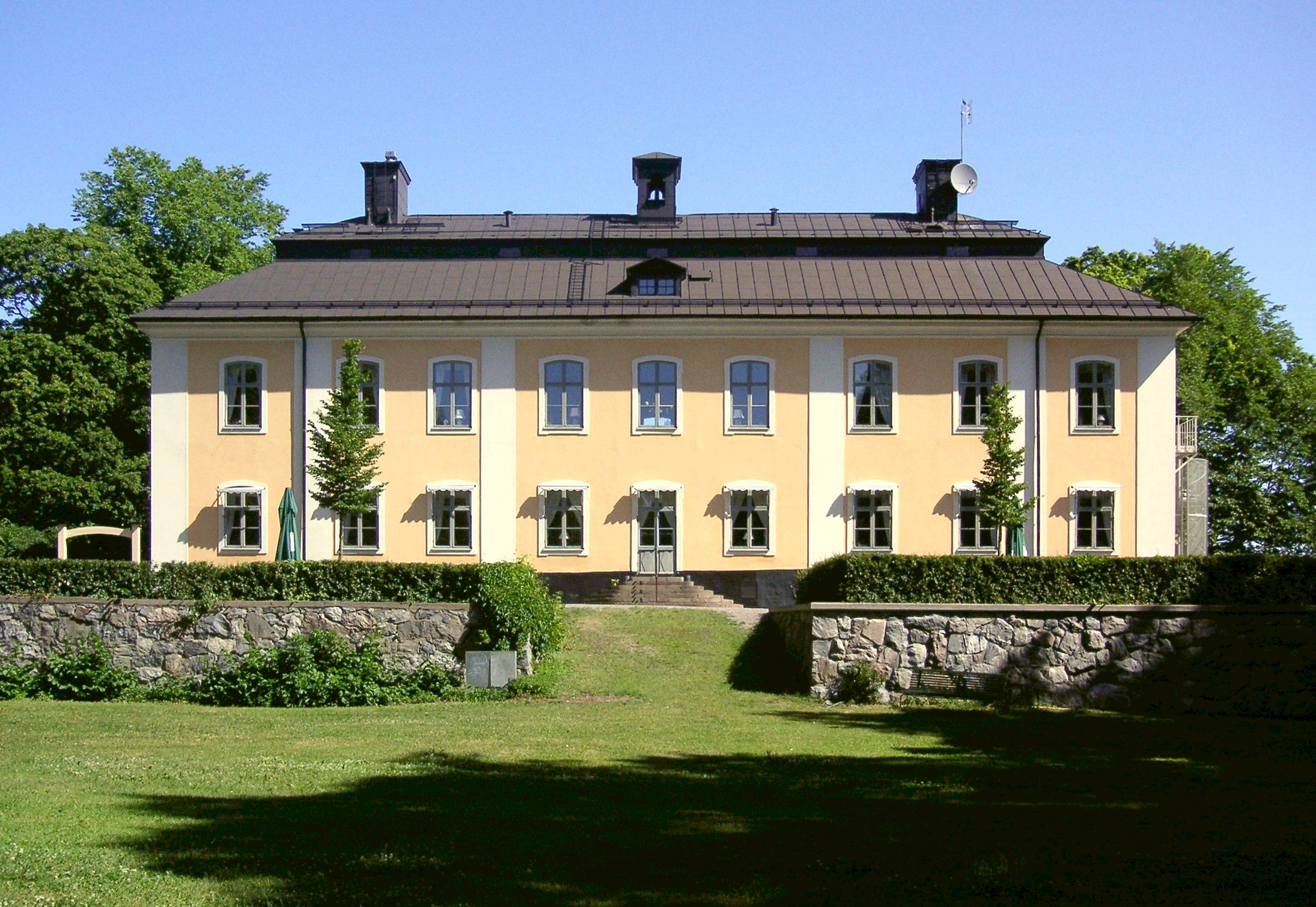
نمای مقابل قلعه

قلعه اوکسو (به سوئدی: Åkeshovs slott) قلعه‌ای در سوئد است.

## نگارخانه

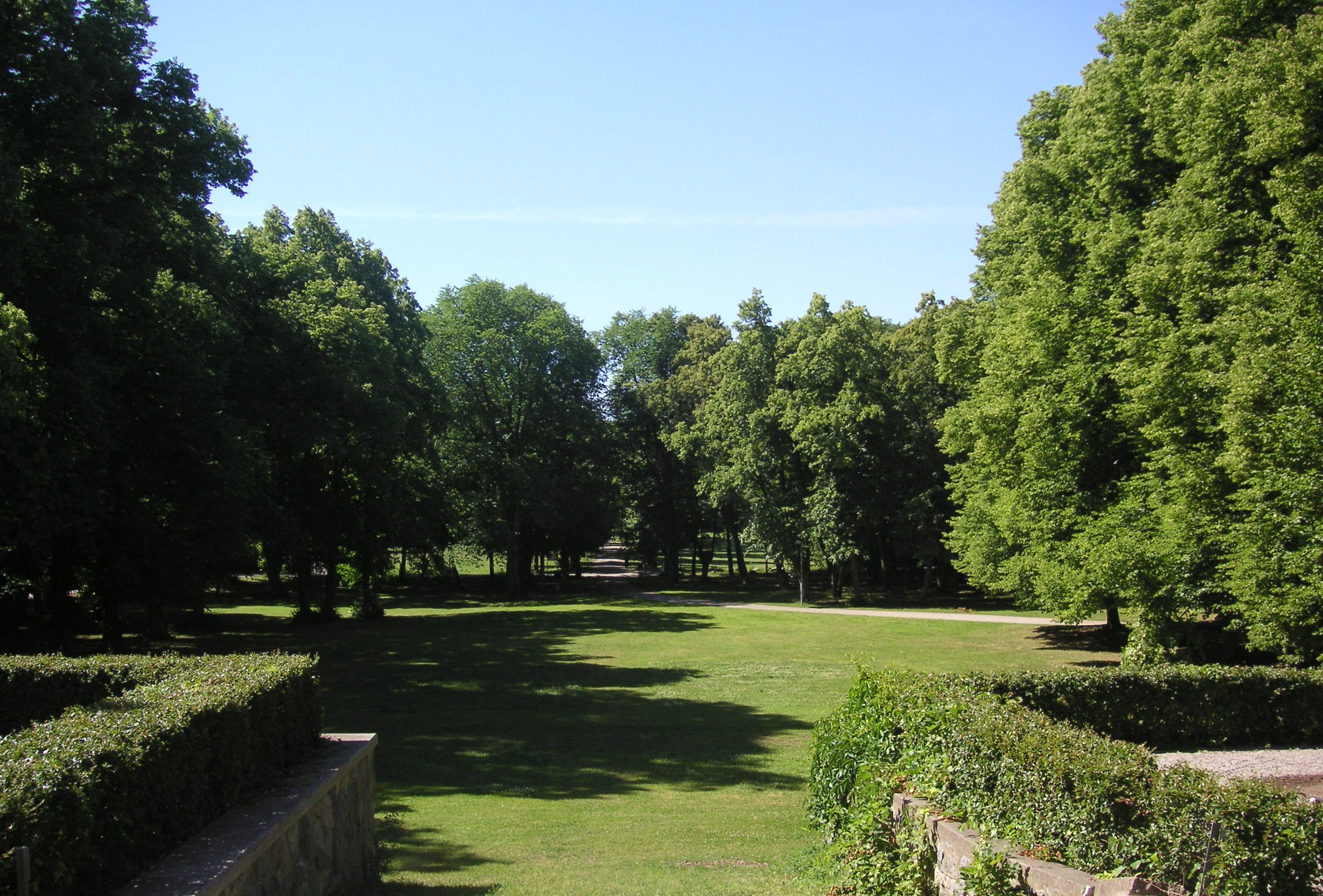
پارک
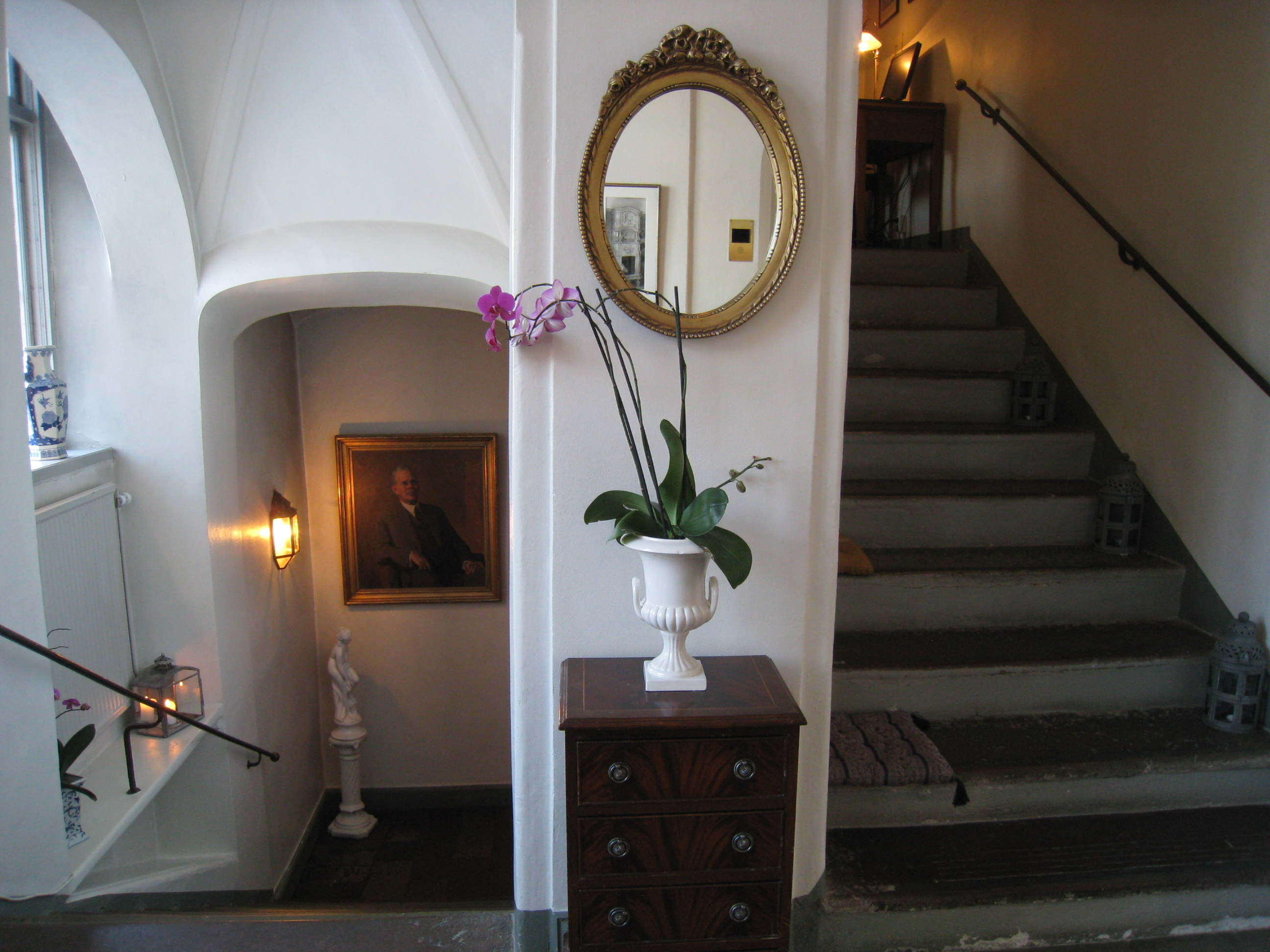
پله‌ها
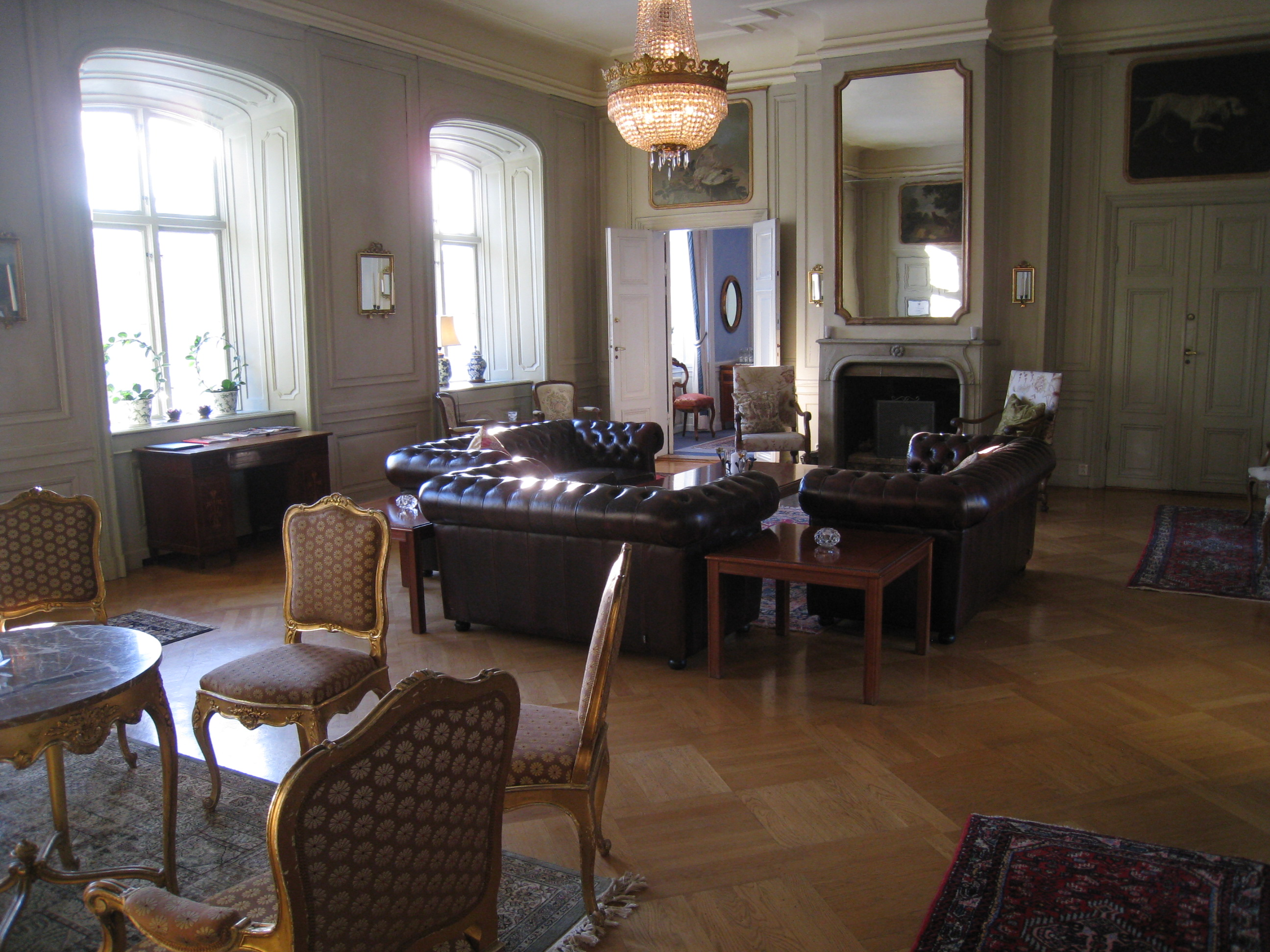
سالن
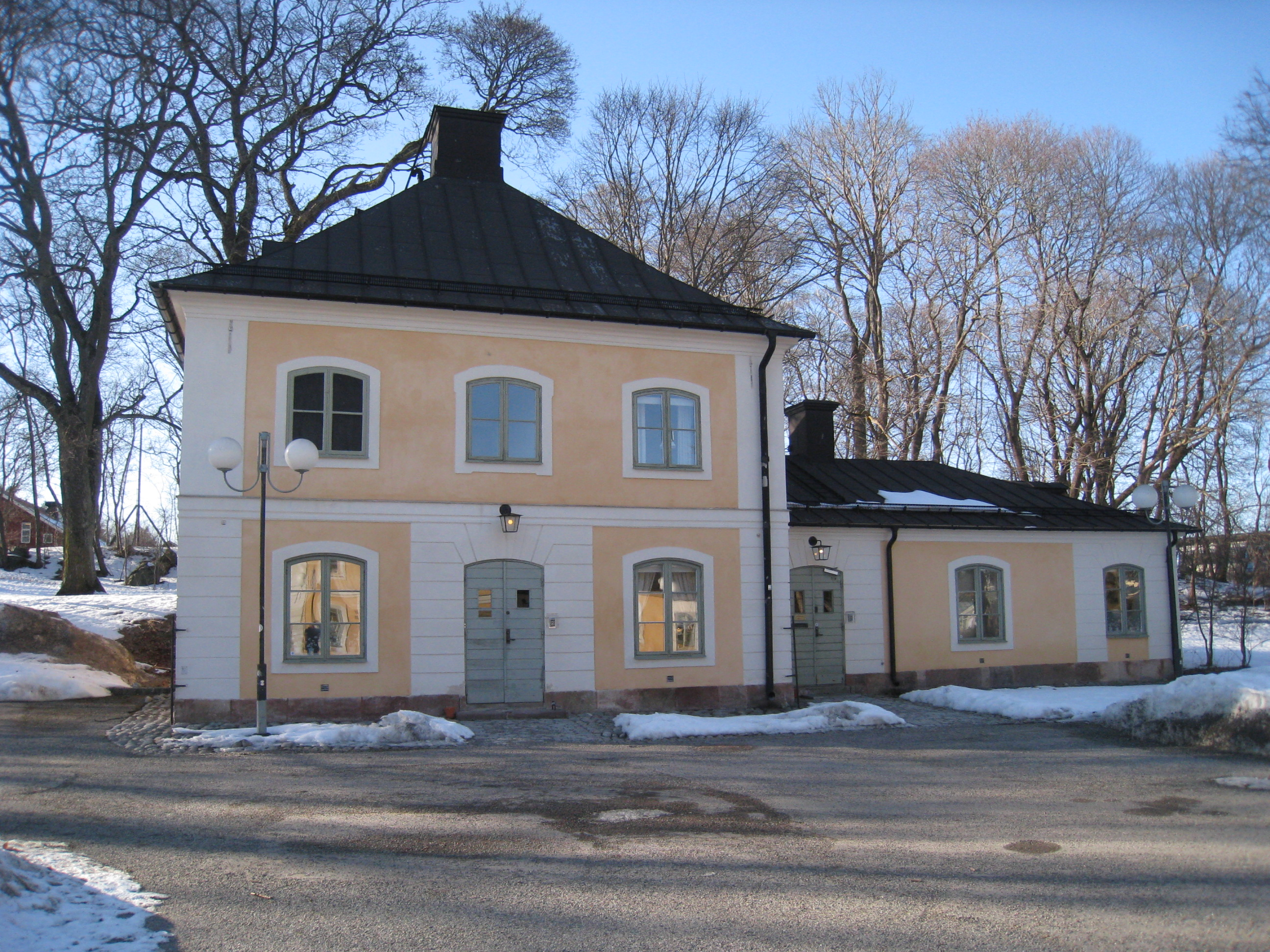
غرب قلعه
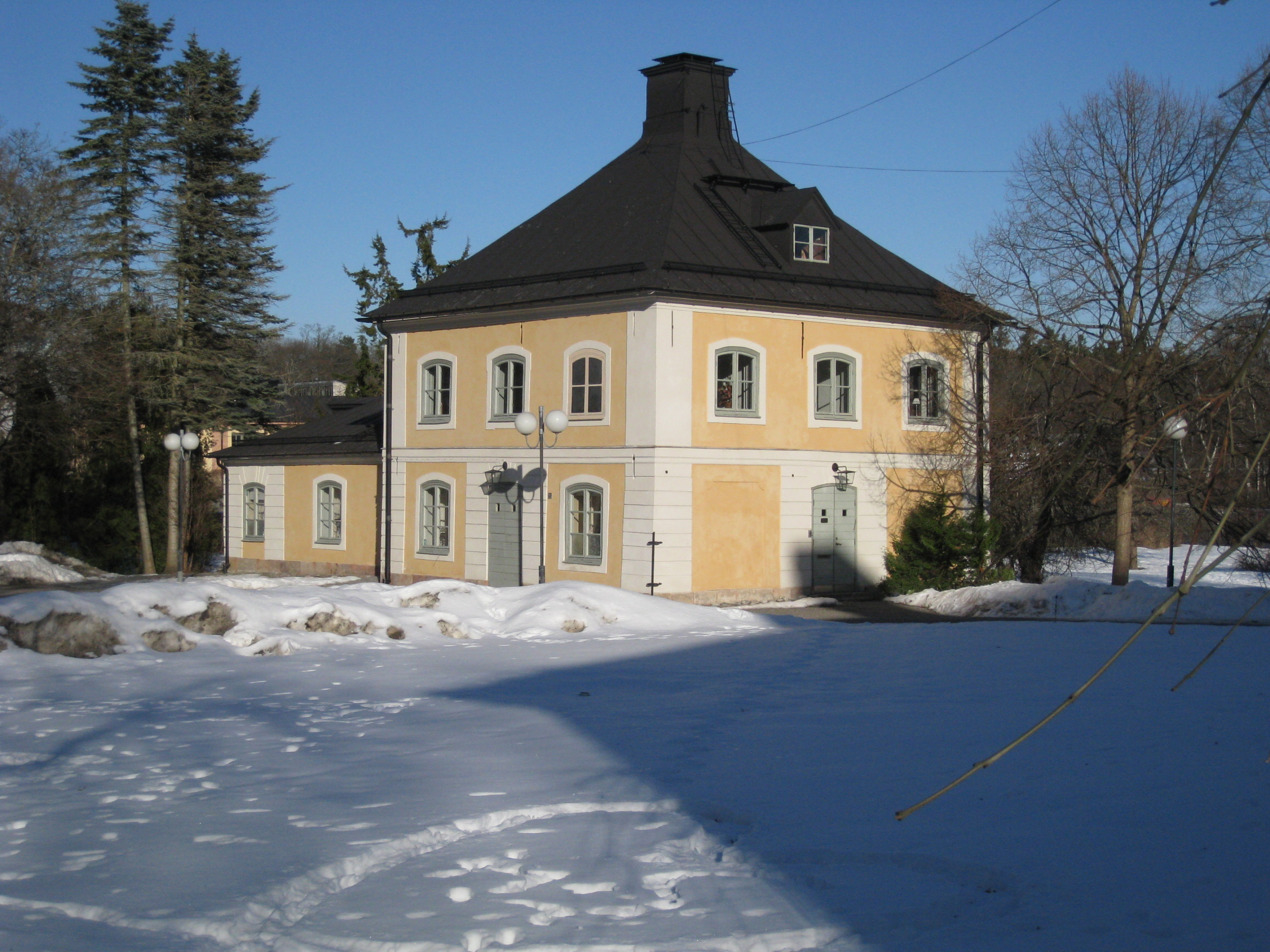
شرق قلعه